# Rhampsinitus ater
Rhampsinitus ater is een hooiwagen uit de familie echte hooiwagens (Phalangiidae).